# Казачий (Кавказский район)
Каза́чий — хутор в Кавказском районе Краснодарского края.
Входит в состав Лосевского сельского поселения.

## География
Хутор протянулся вдоль реки Челбас.

## Население
| 2002 | 2010 |
| ---- | ---- |
| 238  | ↘230 |

## Улицы
На хуторе имеется одна улица — Первомайская.